# Peromyscus bullatus
Peromyscus bullatus és una espècie de mamífer rosegador de la família dels cricètids. És endèmic de Mèxic, on viu a altituds d'entre 2.250 i 2.500 msnm. El seu hàbitat natural són les zones planes de sòl sorrenc amb herbes, arbres i iuques. Està amenaçat per la transformació del seu medi per a usos agrícoles. El seu nom específic, bullatus, significa ‘inflat’ en llatí.